# Orde van de Onafhankelijkheid (Vietnam)
De Orde van de Onafhankelijkheid (Vietnamees: "Huân chương Độc lập") is een op 6 juni 1947 ingestelde ridderorde van Noord-Vietnam, na de invasie van Zuid-Vietnam van geheel Vietnam.
Men verleent de orde aan burgers, militairen, collecctieven en organisaties en ook aan vreemdelingen. De orde kan ook postuum worden toegekend. De orde wordt volgens de statuten toegekend voor onder andere bijzondere en uitstekende prestaties op het gebied van politiek, economie, de maatschappij, literatuur, kunst, wetenschap, technologie, defensie, veiligheid en diplomatie.
De statuten stellen aan de potentiële dragers van de Orde van de Onafhankelijkheid hoge eisen. Zij moeten
- vijf jaar of langer achter elkaar uitstekend hebben gefunctioneerd. Ook op het bestrijden van corruptie in de Communistische partij en de daaraan verbonden massa-organisaties wordt benadrukt.[1]
- vijfentwintig jaar aan de opbouw van Vietnam hebben gewerkt.

Het is in uitvoering en decoratiebeleid een typisch voorbeeld van een Socialistische orde. De vroegere onderscheidingen van de Sovjet-Unie, met name de Leninorde, hebben als voorbeeld gediend.
Net als veel socialistische orden wordt ook de Orde van de Onafhankelijkheid aan een vijfhoekig gevouwen lint gedragen. De vorm is typisch Russisch en sluit niet aan bij Vietnamese tradities. Op het lint en op de baton zijn drie gouden sterren aangebracht.
De zeer exclusieve Orde van de Gouden Ster en de Orde van Ho Chi Minh zijn hoger in rang maar de Orde voor Militaire Verrichtingen is lager.